# Liste der Baudenkmale in Dörverden
In der Liste der Baudenkmale in Dörverden sind alle Baudenkmale der niedersächsischen Gemeinde Dörverden und der Ortsteile Ahnebergen, Barme, Barnstedt, Diensthop, Geestefeld, Hülsen, Stedebergen, Stedorf, Wahnebergen und Westen aufgelistet. Die Quelle der  Baudenkmale ist der Denkmalatlas Niedersachsen. Der Stand der Liste ist der 21. November 2020.

## Allgemein
In den Spalten befinden sich folgende Informationen:
- Lage: die Adresse des Baudenkmales und die geographischen Koordinaten. Kartenansicht, um Koordinaten zu setzen. In der Kartenansicht sind Baudenkmale ohne Koordinaten mit einem roten Marker dargestellt und können in der Karte gesetzt werden. Baudenkmale ohne Bild sind mit einem blauen Marker gekennzeichnet, Baudenkmale mit Bild mit einem grünen Marker.
- Bezeichnung: Bezeichnung des Baudenkmales
- Beschreibung: die Beschreibung des Baudenkmales. Unter § 3 Abs. 2 NDSchG werden Einzeldenkmale und unter § 3 Abs. 3 NDSchG Gruppen baulicher Anlagen und deren Bestandteile ausgewiesen.
- ID: die Objekt-ID des Baudenkmales
- Bild: ein Bild des Baudenkmales, ggf. zusätzlich mit einem Link zu weiteren Fotos des Baudenkmals im Medienarchiv Wikimedia Commons. Wenn man auf das Kamerasymbol klickt, können Fotos zu Baudenkmalen aus dieser Liste hochgeladen werden:

## Dörverden

### Gruppe: Hofanlage Am Buerbrink 1
Die Gruppe „Hofanlage Am Buerbrink 1“ hat die ID 34305585.

| Lage                                       | Bezeichnung              | Beschreibung                                                                                | ID       | Bild |
| ------------------------------------------ | ------------------------ | ------------------------------------------------------------------------------------------- | -------- | ---- |
| Am Buerbrink 1 52° 51′ 20″ N, 9° 14′ 13″ O | Wohn-/Wirtschaftsgebäude | 1861 errichtetes Backsteingebäude unter einem Halbwalmdach                                  | 34310399 | BW   |
| Am Buerbrink 1 52° 51′ 19″ N, 9° 14′ 13″ O | Scheune                  | 1864 errichtete eingeschossige Fachwerkscheune mit Längsdurchfahrt unter einem Halbwalmdach | 34309839 | BW   |

### Gruppe: Hofanlage Alte Furt 1
Die Gruppe „Hofanlage Alte Furt 1“ aus dem ausgehenden 18. Jahrhundert hat die ID 34305617.

| Lage                                    | Bezeichnung              | Beschreibung                                                                                     | ID       | Bild |
| --------------------------------------- | ------------------------ | ------------------------------------------------------------------------------------------------ | -------- | ---- |
| Alte Furt 1 52° 50′ 42″ N, 9° 13′ 17″ O | Wohn-/Wirtschaftsgebäude | 1776 errichtetes Fachwerkgebäude, dessen Wohnteil zu Anfang des 20. Jahrhunderts erneuert wurde. | 34309946 | BW   |
| Alte Furt 1 52° 50′ 42″ N, 9° 13′ 18″ O | Remise                   | 1778 errichtetes Fachwerkgebäude                                                                 | 34309973 | BW   |

### Gruppe: Hofanlage Harz 6
Die Gruppe „Hofanlage Harz 6“ ist ein Beispiel für die Nebenerwerbslandwirtschaft im 19. Jahrhundert hat die ID 34305601.

| Lage                               | Bezeichnung              | Beschreibung                                              | ID       | Bild |
| ---------------------------------- | ------------------------ | --------------------------------------------------------- | -------- | ---- |
| Harz 6 52° 50′ 38″ N, 9° 13′ 55″ O | Wohn-/Wirtschaftsgebäude | 1848 errichtetes Heuerlings-Fachwerkhaus                  | 34309866 | BW   |
| Harz 6 52° 50′ 38″ N, 9° 13′ 55″ O | Wirtschaftsgebäude       | Das Wirtschaftsgebäude ist als Fachwerkgebäude errichtet. | 34309894 | BW   |

### Gruppe: Hofanlage Große Straße 61
Die Gruppe „Hofanlage Große Straße 61“ hat die ID 34305676.

| Lage                                        | Bezeichnung              | Beschreibung | ID       | Bild |
| ------------------------------------------- | ------------------------ | --- | -------- | ---- |
| Große Straße 61 52° 50′ 56″ N, 9° 13′ 48″ O | Wohn-/Wirtschaftsgebäude | 1870 errichtetes hallenhausähnliches Ziegelgebäude unter einem Halbwalmdach. Unklar ist, ob das Gebäude noch besteht. | 34310082 | BW   |
| Große Straße 61 52° 50′ 55″ N, 9° 13′ 48″ O | Stall                    | In der zweiten Hälfte des 19. Jahrhunderts errichteter Ziegelbau unter einem Satteldach. Abgebrochen.                 | 34310111 | BW   |
| Große Straße 61 52° 50′ 55″ N, 9° 13′ 47″ O | Scheune                  | In der zweiten Hälfte des 19. Jahrhunderts errichteter Ziegelbau unter einem Satteldach. Abgebrochen.                 | 34310136 | BW   |

### Einzelbaudenkmale
| Lage                                        | Bezeichnung              | Beschreibung | ID       | Bild           |
| ------------------------------------------- | ------------------------ | --- | -------- | -------------- |
| Kirchstraße 15 52° 50′ 48″ N, 9° 13′ 24″ O  | Kirche                   | Das Schiff der Saalkirche Cosmas und Damian unter einem Satteldach stammt aus der zweiten Hälfte des 13. Jahrhunderts. Der Westturm wurde durch Conrad Wilhelm Hase 1877-1878 neugestaltet.                                                                                   | 34308751 | Weitere Bilder |
| An der Mühle 11 52° 51′ 3″ N, 9° 13′ 54″ O  | Mühle                    | 1857 wurde die Holländerwindmühle (sog. Windmühle Dahnken) errichtet | 34308801 | Weitere Bilder |
| Geestefeld 5 52° 52′ 31″ N, 9° 14′ 1″ O     | Speicher                 | Auf 1738 datierter Fachwerkspeicher | 34309919 | BW             |
| Große Straße 62 52° 50′ 39″ N, 9° 13′ 22″ O | Wohn-/Wirtschaftsgebäude | In der zweiten Hälfte des 18. Jahrhunderts errichtetes Zweiständer-Hallenhaus. | 34308872 | BW             |
| Große Straße 64 52° 50′ 41″ N, 9° 13′ 25″ O | Wohn-/Wirtschaftsgebäude | Vierständer-Fachwerkgebäude. | 34308618 | BW             |
| In der Worth 52° 50′ 39″ N, 9° 13′ 38″ O    | Speicher                 | Auf das Kulturgut Ehmken Hoff aus Blender-Oiste 2018 transloziertes eingeschossiges Fachwerkgebäude unter einem Satteldach mit Teilen von 1730. | 47375738 | Weitere Bilder |
| In der Worth 11 52° 50′ 39″ N, 9° 13′ 36″ O | Wohn-/Wirtschaftsgebäude | Das in der Sympherallee 1 abgebrochene Zweiständerhaus laut Inschrift von 1780 unter einem Halbwalmdach und mit einem Innengerüst aus der Zeit zwischen 1545 und 1581 wurde 2012 hier wieder aufgebaut.                                                                       | 41407581 | Weitere Bilder |
| In der Worth 52° 50′ 36″ N, 9° 13′ 35″ O    | Schafstall               | Ursprünglich aus dem Ort Rohrsen (dortige ID: 31064014) 2021 translozierter Schafstall (ab 1930 Scheune) im Wandständerbau, der aus dem Jahre 1655 stammt und 1807 umgebaut bzw. erweitert wurde. 1930 wurde das Reetdach gegen Pfannen ersetzt. Dach und Tor wurden ersetzt. | 52183041 | Weitere Bilder |
| In der Worth 15 52° 50′ 38″ N, 9° 13′ 37″ O | Wohn-/Wirtschaftsgebäude | 2010 transloziertes eingeschossiges Fachwerkgebäude („Kochs Hof“) von 1783 unter einem Halbwalmdach | 34308826 | Weitere Bilder |
| Sympherallee 1 52° 50′ 53″ N, 9° 13′ 28″ O  | Scheune                  | 1708 errichtete Fachwerkscheune. | 34309785 | BW             |
| Sympherallee 52° 51′ 5″ N, 9° 12′ 44″ O     | Wehr                     | Wehr (Brücke 52a) mit drei Öffnungen der Staustufe. | 52533157 | BW             |

### Ehemalige Denkmale
| Lage                                        | Bezeichnung              | Beschreibung | ID       | Bild |
| ------------------------------------------- | ------------------------ | --- | -------- | ---- |
| Große Straße 74 52° 50′ 45″ N, 9° 13′ 30″ O | Wohn-/Wirtschaftsgebäude | | 34308850 | BW   |
| Königstraße 3 52° 50′ 47″ N, 9° 13′ 22″ O   | Scheune                  | Die im 18. Jahrhundert errichtete Fachwerkscheune wurde 2007 aus der Denkmalliste gestrichen.                                                  | 34309709 | BW   |
| Königstraße 3 52° 50′ 47″ N, 9° 13′ 23″ O   | Scheune                  | Die im 18. Jahrhundert errichtete Fachwerkscheune unter einem Krüppelwalmdach wurde 2007 aus der Denkmalliste gestrichen. Heute wohl Wohnhaus. | 34309734 | BW   |

## Barme

### Ehemalige Denkmale: Gut Drübber
Die ehemals als Denkmal ausgewiesene Gruppe „Gut Drübber“ (auch: „Gut Ramdohr zu Drübber“ oder Heisenhof) aus dem 18. Jahrhundert hat die ID 34305469. 2006 wurde die Gruppe komplett aus dem Denkmalverzeichnis gestrichen

| Lage                                   | Bezeichnung | Beschreibung                                                                                     | ID       | Bild |
| -------------------------------------- | ----------- | ------------------------------------------------------------------------------------------------ | -------- | ---- |
| Drübber 3a 52° 48′ 57″ N, 9° 11′ 49″ O | Wohnhaus    | Das zweigeschossige Fachwerkgebäude unter einem Walmdach war ehemals das Haus des Pumpenwärters. | 34308697 | BW   |
| Drübber 3 52° 48′ 56″ N, 9° 11′ 52″ O  | Wohnanlage  | Zweiflügelige Anlage aus dem Jahre 1939 für den Rüstungsbetrieb Eibia errichtet.                 | 34308721 | BW   |
| Drübber 3b 52° 48′ 58″ N, 9° 11′ 48″ O | Herrenhaus  | zweigeschossiges Fachwerkgebäude.                                                                | 34309657 |      |

## Diensthop

### Gruppe: Hof Lohmann
Die Gruppe „Hof Lohmann“ mit einem Baubestand des 18. und 19. Jahrhunderts hat die ID 34305487.

| Lage                                     | Bezeichnung              | Beschreibung | ID       | Bild |
| ---------------------------------------- | ------------------------ | --- | -------- | ---- |
| Dorfstraße 1 52° 48′ 54″ N, 9° 15′ 18″ O | Wohn-/Wirtschaftsgebäude | Fachwerkgebäude | 39404524 | BW   |
| Dorfstraße 1 52° 48′ 55″ N, 9° 15′ 14″ O | Stall/Scheune            | Laut Inschrift 1816 errichteter Schafstall als Fachwerkgebäude unter einem Halbwalmdach, das mit einer Längsdurchfahrt zur Scheune umgebaut wurde. | 34309084 | BW   |
| Dorfstraße 1 52° 48′ 55″ N, 9° 15′ 14″ O | Stall/Scheune            | Laut Inschrift 1863 errichtete Scheune mit Stall als Fachwerkgebäude mit einer Quereinfahrt unter einem Halbwalmdach.                              | 34309110 | BW   |
| Dorfstraße 1 52° 48′ 54″ N, 9° 15′ 15″ O | Göpelhaus                | Als achteckiges Fachwerkgebäude um 1895 errichtetes Göpelhaus unter einem Pyramidendach.                                                           | 34309136 | BW   |
| Dorfstraße 1 52° 48′ 55″ N, 9° 15′ 16″ O | Backhaus                 | Das Fachwerkgebäude unter einem Satteldach wurde laut Inschrift 1788 errichtet.                                                                    | 41069383 | BW   |

### Gruppe: Hof Kracke
Die Gruppe „Hof Kracke“ hat die ID 41069495.

| Lage                                     | Bezeichnung              | Beschreibung                                                       | ID       | Bild |
| ---------------------------------------- | ------------------------ | ------------------------------------------------------------------ | -------- | ---- |
| Dorfstraße 2 52° 48′ 50″ N, 9° 15′ 22″ O | Wohn-/Wirtschaftsgebäude | Fachwerkgebäude                                                    | 39404489 | BW   |
| Dorfstraße 2 52° 48′ 51″ N, 9° 15′ 19″ O | Scheune                  | Laut Inschrift 1710 errichtete Fachwerkscheune mit Längsdurchfahrt | 34309036 | BW   |
| Dorfstraße 2 52° 48′ 50″ N, 9° 15′ 21″ O | Speicher                 | Auf 1835 datiertes zweigeschossiges Fachwerkgebäude.               | 34309060 | BW   |

## Hülsen

### Gruppe: Gut Donnerhorst
Die Gruppe „Gut Donnerhorst“ ist eine repräsentative Gutsanlage des 19. Jahrhunderts und hat die ID 34305521.

| Lage                                      | Bezeichnung | Beschreibung | ID       | Bild |
| ----------------------------------------- | ----------- | --- | -------- | ---- |
| Donnerhorst 1 52° 47′ 39″ N, 9° 20′ 58″ O | Herrenhaus  | Während der rückwärtige Fachwerkflügel dendrochronologisch auf 1666 datiert werden konnte, wurde der ein- bis zweigeschossige verputzte Bau auf 1868 datiert. | 34309162 | BW   |
| Donnerhorst 1 52° 47′ 38″ N, 9° 20′ 55″ O | Park        | Anfang des 20. Jahrhunderts angelegter Landschaftspark mit altem Baumbestand                                                                                  | 34309188 | BW   |

### Gruppe: Schafstallviertel Hülsen
Das „Schafstallviertel Hülsen“ ist eine Gruppe von neun unregelmäßig angeordneten Schafställen aus dem 18. Jahrhundert und hat die ID 34305504.

| Lage                                    | Bezeichnung | Beschreibung | ID       | Bild |
| --------------------------------------- | ----------- | --- | -------- | ---- |
| Schützenweg 52° 48′ 40″ N, 9° 19′ 38″ O | Stall       | Im 18. Jahrhundert wurde dieses eingeschossige Fachwerkgebäude als Schafstall in Wandständerbauweise unter einem Walmdach mit einem Ladezwerchhaus errichtet.                                                                                         | 34309213 | BW   |
| Schützenweg 52° 48′ 39″ N, 9° 19′ 40″ O | Stall       | Im 18. Jahrhundert wurde dieses eingeschossige Fachwerkgebäude als Schafstall in Wandständerbauweise unter einem Halbwalmdach errichtet. | 34309259 | BW   |
| Schützenweg 52° 48′ 39″ N, 9° 19′ 39″ O | Stall       | Laut der Inschrift wurde dieses eingeschossige Fachwerkgebäude unter einem Satteldach mit nach Westen verlaufendem Halbwalmdach 1688 errichtet. | 34309236 | BW   |
| Schützenweg 52° 48′ 39″ N, 9° 19′ 41″ O | Stall       | Das zunächst als Scheune errichtete Gebäude, das auf das Jahr 1686 datiert wird, wurde 1700 verlängert und unter einem Satteldach zu einem Schafstall ausgebaut. Ein weiterer Umbau, insbesondere durch Ausfachung mit Backsteinen, erfolgte um 1850. | 34309281 | BW   |
| Schützenweg 52° 48′ 39″ N, 9° 19′ 40″ O | Stall       | Im 18. Jahrhundert wurde das eingeschossige Fachwerkgebäude in Wandständerbauweise unter einem Walmdach errichtet. | 34309303 | BW   |
| Schützenweg 52° 48′ 40″ N, 9° 19′ 38″ O | Stall       | Fachwerkgebäude unter einem Halbwalmdach | 38267051 | BW   |
| Twachte 52° 48′ 39″ N, 9° 19′ 41″ O     | Stall       | Im 18. Jahrhundert wurde das eingeschossige Fachwerkgebäude als Schafstall in Wandständerbauweise unter einem Halbwalmdach nach Westen und einem Walmdach errichtet.                                                                                  | 34309326 | BW   |
| Twachte 52° 48′ 38″ N, 9° 19′ 39″ O     | Stall       | Im 18. Jahrhundert wurde das eingeschossige Fachwerkgebäude als Schafstall in Wandständerbauweise unter einem Krüppelwalmdach errichtet. | 34309349 | BW   |
| Twachte 52° 48′ 38″ N, 9° 19′ 40″ O     | Stall       | Im 18. Jahrhundert wurde das eingeschossige Fachwerkgebäude als Schafstall in Wandständerbauweise unter einem Halbwalmdach errichtet. | 34309372 | BW   |

### Gruppe: Hofanlage Lange Straße 93
Die Gruppe „Hofanlage Lange Straße 93“ stammt aus der Zeit des 19. Jahrhunderts und der Zeit um 1900 und hat die ID 34305699.

| Lage                                        | Bezeichnung | Beschreibung                                                                                                 | ID       | Bild |
| ------------------------------------------- | ----------- | --- | -------- | ---- |
| Lange Straße 93 52° 48′ 33″ N, 9° 20′ 13″ O | Wohnhaus    | Das eingeschossige Ziegelgebäude unter einem Halbwalmdach mit einem Zwerchhaus wurde um 1900 errichtet.      | 34310581 | BW   |
| Lange Straße 93 52° 48′ 33″ N, 9° 20′ 14″ O | Scheune     | Auf dem 1900 errichteten Ziegelgebäude ruht das Fachwerkgiebeldreieck unter einem Krüppelwalmdach.           | 34310612 | BW   |
| Lange Straße 93 52° 48′ 34″ N, 9° 20′ 12″ O | Stall       | Im 19. Jahrhundert errichtetes Fachwerkgebäude unter einem Krüppelwalmdach. 2007 abgerissen.                 | 34310639 | BW   |
| Lange Straße 93 52° 48′ 34″ N, 9° 20′ 13″ O | Backhaus    | Vermutlich im 18. Jahrhundert errichtetes Fachwerkgebäude unter einem Satteldach, das 2007 abgerissen wurde. | 34310668 | BW   |

### Einzeldenkmale
| Lage                                  | Bezeichnung | Beschreibung | ID       | Bild |
| ------------------------------------- | ----------- | ------------ | -------- | ---- |
| Bomworth 9 52° 48′ 32″ N, 9° 20′ 2″ O | Stall       | Schafstall   | 34310784 | BW   |

### Ehemaliges Denkmal: Gruppe Hofanlage Lange Straße 94
Die Gruppe „Hofanlage Lange Straße 94“ stammte aus der Zeit um 1900 und hat die ID 34305538.

| Lage                                       | Bezeichnung | Beschreibung | ID       | Bild |
| ------------------------------------------ | ----------- | --- | -------- | ---- |
| Lange Straße 94 52° 48′ 34″ N, 9° 20′ 7″ O | Wohnhaus    | 1909 errichtetes symmetrisches Gebäude mit Erkern und Giebel zur Straße. 1993 zerstört.                              | 34308640 | BW   |
| Lange Straße 94 52° 48′ 34″ N, 9° 20′ 7″ O | Wohnhaus    | In der Mitte des 19. Jahrhunderts errichtetes Fachwerkgebäude mit Wandständern, das 1972 beim Sturm eingestürzt war. | 34309493 | BW   |
| Lange Straße 94 52° 48′ 34″ N, 9° 20′ 7″ O | Scheune     | Um 1909 errichtete Scheune                                                                                           | 34309520 | BW   |
| Lange Straße 94 52° 48′ 34″ N, 9° 20′ 7″ O | Scheune     | Um 1909 errichtete Scheune. Schon 1993 nicht mehr vorhanden.                                                         | 34310000 | BW   |
| Lange Straße 94 52° 48′ 34″ N, 9° 20′ 7″ O | Speicher    | Um 1909 errichtete Scheune. Innerhalb der Gemeinde transloziert.                                                     | 34310029 | BW   |
| Lange Straße 94 52° 48′ 34″ N, 9° 20′ 7″ O | Stall       | Um 1909 errichtetes Ziegelgebäude als Stall unter einem Krüppelwalm                                                  | 34310056 | BW   |

## Stedorf

### Gruppe: Hofanlage Alte Reihe 22
Die Gruppe „Hofanlage Alte Reihe 22“ ist eine alte Kötnerstelle, zeigt die Entwicklung Stedorfs als Reihensiedlung und hat die ID 34305555.

| Lage                                      | Bezeichnung              | Beschreibung                                                | ID       | Bild |
| ----------------------------------------- | ------------------------ | ----------------------------------------------------------- | -------- | ---- |
| Alte Reihe 22 52° 51′ 28″ N, 9° 14′ 32″ O | Wohn-/Wirtschaftsgebäude | 1716 errichtetes Zweiständer-Hallenhaus in Fachwerkbauweise | 34309575 | BW   |
| Alte Reihe 22 52° 51′ 29″ N, 9° 14′ 32″ O | Scheune                  | Im ursprünglichen Zustand erhaltene Fachwerkscheune.        | 34309548 | BW   |
| Alte Reihe 22 52° 51′ 27″ N, 9° 14′ 33″ O | Backhaus                 | stark verfallenes Backhaus in Fachwerkbauweise.             | 34309603 | BW   |

### Einzelbaudenkmale
| Lage                                         | Bezeichnung              | Beschreibung                                                                      | ID       | Bild |
| -------------------------------------------- | ------------------------ | --------------------------------------------------------------------------------- | -------- | ---- |
| Alte Reihe 18 52° 51′ 28″ N, 9° 14′ 28″ O    | Wohn-/Wirtschaftsgebäude | Auf 1886 datiertes hallenhausähnliches Ziegelgebäude unter einem Satteldach       | 34310477 | BW   |
| Alte Reihe 23 52° 51′ 31″ N, 9° 14′ 29″ O    | Wohn-/Wirtschaftsgebäude | 1885 errichtetes Ziegelgebäude unter einem Satteldach mit beeindruckendem Giebel. | 34310502 | BW   |
| Neue Reihe 1 52° 51′ 22″ N, 9° 14′ 19″ O     | Wohn-/Wirtschaftsgebäude | Um 1900 errichtetes hallenshausähnliches Ziegelgebäude unter einem Satteldach.    | 34310425 | BW   |
| Große Straße 81 52° 51′ 12″ N, 9° 14′ 8″ O   | Wohn-/Wirtschaftsgebäude | 1880 errichtetes Ziegelgebäude unter einem Satteldach.                            | 34310161 | BW   |
| Große Straße 130 52° 51′ 20″ N, 9° 14′ 11″ O | Wohn-/Wirtschaftsgebäude | 1878 errichtetes hallenhausähnliches Ziegelgebäude unter einem Halbwalmdach       | 34310373 | BW   |

### Ehemalige Denkmale
| Lage                                      | Bezeichnung              | Beschreibung | ID       | Bild |
| ----------------------------------------- | ------------------------ | --- | -------- | ---- |
| Alte Reihe 6 52° 51′ 27″ N, 9° 14′ 9″ O   | Wohn-/Wirtschaftsgebäude | 1857 errichtetes hallenhausähnliches Ziegelgebäude unter einem Halbwalmdach. Das Tor steht in einer Sandsteineinfassung. | 34310450 | BW   |
| Alte Reihe 16 52° 51′ 25″ N, 9° 14′ 26″ O | Speicher                 | Um 1600 errichtetes eingeschossiges Gebäude im Wandständerbau. Völlig verrottet.                                         | 38250646 | BW   |

## Wahnebergen

### Gruppe: Hofanlage Im Orth 5
Die „Hofanlage Im Orth 5“ wurde in der zweiten Hälfte des 19. Jahrhunderts angelegt und hat die ID 34305655.

| Lage                                 | Bezeichnung              | Beschreibung | ID       | Bild |
| ------------------------------------ | ------------------------ | --- | -------- | ---- |
| Im Orth 5 52° 53′ 39″ N, 9° 14′ 6″ O | Wohn-/Wirtschaftsgebäude | 1876 errichtetes Ziegelgebäude unter einem Satteldach                                                                                              | 34310320 | BW   |
| Im Orth 5 52° 53′ 40″ N, 9° 14′ 5″ O | Scheune                  | In der zweiten Hälfte des 19. Jahrhunderts errichtetes Ziegelgebäude unter einem Satteldach. Völlig verfallen und aus der Denkmalliste gestrichen. | 34310348 | BW   |

### Gruppe: Hofanlage Verdener Straße 13
Die „Hofanlage Verdener Straße 13“ repräsentiert eine typische niederdeutsche Hofanlage des 17. bis 19. Jahrhunderts und hat die ID 34305636.

| Lage                                           | Bezeichnung              | Beschreibung                                                                                    | ID       | Bild |
| ---------------------------------------------- | ------------------------ | ----------------------------------------------------------------------------------------------- | -------- | ---- |
| Verdener Straße 13 52° 53′ 38″ N, 9° 14′ 10″ O | Wohn-/Wirtschaftsgebäude | 1865 errichtetes hallenhausähnliches verputztes Gebäude unter einem Halbwalmdach                | 34310213 | BW   |
| Verdener Straße 13 52° 53′ 39″ N, 9° 14′ 11″ O | Scheune                  | In der ersten Hälfte des 18. Jahrhunderts errichtetes Fachwerkgebäude unter einem Halbwalmdach. | 34310270 | BW   |
| Verdener Straße 13 52° 53′ 39″ N, 9° 14′ 10″ O | Backhaus                 | Im 17. Jahrhundert errichtetes Fachwerkgebäude unter einem Satteldach mit erhaltenem Backofen.  | 34310241 | BW   |

### Einzeldenkmale
| Lage                                           | Bezeichnung              | Beschreibung                                                  | ID       | Bild |
| ---------------------------------------------- | ------------------------ | ------------------------------------------------------------- | -------- | ---- |
| Im Orth 3 52° 53′ 38″ N, 9° 14′ 7″ O           | Wohn-/Wirtschaftsgebäude | 1876 errichtetes massives, einem Hallenhaus ähnliches Gebäude | 34310528 | BW   |
| Verdener Straße 10 52° 53′ 41″ N, 9° 14′ 12″ O | Wohn-/Wirtschaftsgebäude | Auf 1869 datiertes hallenhausähnliches Ziegelgebäude          | 34310554 | BW   |

### Ehemalige Denkmale
| Lage                                          | Bezeichnung              | Beschreibung | ID       | Bild |
| --------------------------------------------- | ------------------------ | --- | -------- | ---- |
| Verdener Straße 23 52° 53′ 45″ N, 9° 14′ 3″ O | Wohn-/Wirtschaftsgebäude | Laut Inschrift 1790 errichtetes Zweiständer-Fachwerkgebäude unter einem Walmdach. Um 1890 umgebaut. 1905 wurde das Reetdach ersetzt. 2023 wurde das Gebäude zum Abbruch freigegeben. | 51322257 | BW   |
| 52° 54′ 11″ N, 9° 14′ 23″ O                   | Eisenbahnbrücke          | 1850 errichtete aus sechs Segmentbögen in Ziegelmauerwerk errichtete Aller-Flutbrücke mit den Köpfen in Sandstein.                                                                   | 34310186 | BW   |

## Westen

### Gruppe: Hauptstraße 36
Die Gruppe „Hauptstraße 36“ hat die ID 34305570.

| Lage                                       | Bezeichnung | Beschreibung                                                                                   | ID       | Bild |
| ------------------------------------------ | ----------- | ---------------------------------------------------------------------------------------------- | -------- | ---- |
| Hauptstraße 36 52° 50′ 16″ N, 9° 18′ 28″ O | Wohnhaus    | Das als Fachwerk-Hallenhaus um 1800 errichtete Heuerlingshaus ist umfangreich erneuert worden. | 34308670 | BW   |
| Hauptstraße 36 52° 50′ 16″ N, 9° 18′ 28″ O | Scheune     | Um 1850 errichtete Fachwerkscheune                                                             | 34309630 | BW   |

### Einzeldenkmale
Für Westen sind noch drei Grenzsteine in das Verzeichnis der Kulturdenkmale eingetragen. Für diese fehlt aber jeweils die Lokalisierung und eine Beschreibung.

| Lage                                                          | Bezeichnung              | Beschreibung | ID       | Bild           |
| ------------------------------------------------------------- | ------------------------ | --- | -------- | -------------- |
| Fährstraße 5 52° 50′ 26″ N, 9° 18′ 26″ O                      | Kirche                   | Einschiffige Saalkirche unter einem Satteldach aus der Zeit um 1780 bis 1786. Der Westturm ist rund angelegt und stammt aus dem 13./14. Jahrhundert. Verbunden wurden Turm und Kirchbau 1704. | 34308896 | Weitere Bilder |
| Fährstraße 5 52° 50′ 26″ N, 9° 18′ 26″ O                      | Kirchhof                 | Kirchhof mit zahlreichen Grabsteinen aus dem 17. bis zum 19. Jahrhundert | 50713150 | BW             |
| Amtsstraße 2 52° 50′ 24″ N, 9° 18′ 25″ O                      | Schule                   | Um 1870 errichtetes eingeschossiges Ziegelgebäude unter einem Satteldach mit einer Quereinfahrt                                                                                               | 34310698 | BW             |
| Amtsstraße 12 52° 50′ 26″ N, 9° 18′ 23″ O                     | Amtshaus                 | 1770 wurde das zweigeschossige spätbarocke Ziegelgebäude unter einem Walmdach errichtet. | 34308922 | Weitere Bilder |
| Feldstraße 1 52° 50′ 22″ N, 9° 18′ 6″ O                       | Wohnhaus                 | 1773 errichtetes Heuerhaus als Fachwerkgebäude in Wandständerbauweise. Später erneuert und erweitert.                                                                                         | 34309420 | BW             |
| Hauptstraße 49 52° 50′ 0″ N, 9° 18′ 46″ O                     | Windmühle                | Laut der Inschrift wurde die dreigeschossige Holländerwindmühle 1894 aus Backstein errichtet. Um 1930 erfolgte ein Anbau.                                                                     | 34309011 | Weitere Bilder |
| Hoyaer Straße 12 / Brückstraße 20 52° 50′ 14″ N, 9° 18′ 15″ O | Scheune                  | In Wandständerbauweise errichtete Fachwerkscheune mit Längsdurchfahrt | 34309444 | BW             |
| Kleine Eichenstraße 4 52° 50′ 16″ N, 9° 18′ 6″ O              | Wohn-/Wirtschaftsgebäude | 1673 errichtetes Zweiständer-Hallenhaus unter einem Halbwalmdach. Ende des 19. Jahrhunderts ausgebaut.                                                                                        | 34310730 | BW             |
| Weg zum Schöpfwerk 52° 50′ 19″ N, 9° 18′ 39″ O                | Scheune                  | In der zweiten Hälfte des 17. Jahrhunderts errichtete Fachwerkscheune mit Querdurchfahrt. | 34309468 | BW             |

### Ehemalige Denkmale
| Lage                                | Bezeichnung              | Beschreibung | ID       | Bild |
| ----------------------------------- | ------------------------ | --- | -------- | ---- |
| Nocke 1 52° 51′ 16″ N, 9° 17′ 57″ O | Wohn-/Wirtschaftsgebäude | 1882 errichtetes hallenhausähnliches Ziegelgebäude unter einem Halbwalmdach. 2005 aus der Denkmalliste gestrichen. | 34310757 | BW   |